# Somea Polozen
Somea Polozen, född 18 september 2002, är en svensk fotbollsmålvakt som spelar för Trelleborgs FF, på lån från FC Rosengård.

## Klubbkarriär
Somea Polozens moderklubb är IFK Trelleborg. 2019 började hon spela i FC Rosengårds division 1-lag. Under en tid 2019 samt under hela 2020 var hon utlånad till Trelleborgs FF. I augusti 2021 gjorde Polozen sitt första inhopp i FC Rosengårds A-lag under en träningsmatch, och i december samma år tillkännagavs att Polozen skulle flytta upp till A-laget med ett kontrakt på tre år. Somea Polozen gjorde sin damallsvenska debut den 23 oktober 2022 mot Kristianstads DFF.
I juli 2023 lånades Polozen på nytt ut till Trelleborgs FF på ett låneavtal över resten av säsongen. Hon spelade 10 matcher i Elitettan 2023 och hjälpte klubben bli uppflyttad till Damallsvenskan. I januari 2024 förlängdes låneavtalet över vårsäsongen.

## Landslagskarriär
Polozen har representerat Sveriges och Bosniens ungdomslandslag.